# Naomi Sagara
Naomi Sagara (佐良 直美?, Sagara Naomi; Tokyo, 1945) è una cantante giapponese.

## Biografia
Sagara ha debuttato come cantante con la canzone Sekai ha futari no tame ni (世界は二人のために?), che le è valsa il premio come miglior nuovo artista alla nona edizione dei Japan Record Awards nel 1967 e ha venduto più di un milione di copie. Si è fatta conoscere per il suo stile inconfondibile e ha avuto diverso successo nel suo Paese natio. Nel 1969 vinse il gran premio per If Ī janai no shia wa senaraba (いいじゃないの幸せならば?) all'11° Japan Record Awards, presentato dalla Japan Composer's Association come miglior nuovo disco e miglior interprete; fu la prima volta che il premio andò a una donna. A partire dal 1967 Sagara fu invitata a cantare al Festival della canzone di fine anno, noto come "Kōhaku", organizzato dalla Japan Broadcasting Corporation della NHK. Per tredici anni consecutivi ha partecipato e si è piazzata in finale al concorso per cinque volte. Nel 1972 ha vinto l'annuale competizione canora e ha bissato la vittoria nel 1974 e nel 1976.
La sua carriera musicale l'ha portata poi alla recitazione. Ha composto la sigla del dramma televisivo Arigatou, andato in onda dal 1970 al 1974. È stata inoltre attrice protagonista nella stagione finale del programma. Nel 1977 il sindaco di Hiroshima, la Camera di Commercio e i dirigenti della Banca di Hiroshima organizzarono un festival sponsorizzato dal Chugoku Shimbun e dalla RCC Broadcasting in onore della resistenza dei cittadini durante i bombardamenti avvenuti alla fine della seconda guerra mondiale. Sagara fu scelta come cantante per l'inaugurazione del Festival dei Fiori di Hiroshima e cantò la canzone Hanaguruma.
Nel 1980 una donna che sosteneva di essere l'ex compagna di Sagara la definì lesbica all'Afternoon Show della TV Asahi, causando il crollo della sua carriera. Sagara negò la presunta relazione e la donna ritrattò la sua dichiarazione, ma il danno era fatto, poiché gli inviti alle principali manifestazioni di premiazione scomparvero. Continuò a lavorare nel campo della musica per alcuni anni, pubblicando un singolo YASUKOの場合 nel 1983 e poi un album jazz in onore del suo ex insegnante Mizushima nel 1986. Dopo aver completato l'album Sagara perse interesse per la sua carriera musicale. L'anno successivo si sottopose a un intervento chirurgico per rimuovere i polipi dalle corde vocali. Le fu detto che dopo l'intervento non avrebbe potuto cantare per un anno.
Volendo lavorare con gli animali nel 1993 Sagara ha fondato una società, l'Animal Fanciers's Club, a Nasushiobara, nella prefettura di Tochigi. Il suo obiettivo è salvare cani e gatti e migliorare il benessere degli animali. Presso la struttura Sagara addestra i cani e svolge attività di sensibilizzazione, invitando docenti di fama internazionale per educare il pubblico alla corretta cura degli animali. Dal 2003 ha pubblicato libri che trattano della cura degli animali.
Nel 2010, dopo due decenni di assenza dall'industria musicale, Sagara ha pubblicato un nuovo album, いのちの木陰, e nel 2011 è stata scelta per comporre e cantare la sigla della serie TBS Izakaya Henji.